# Lucia Fronza Crepaz
Lucia Fronza Crepaz (Trento, 26 agosto 1955) è una politica italiana.

## Biografia
Medico pediatra, ha fatto parte della Camera dei Deputati per due legislature (dal 1987 alla 1994), nelle file della Democrazia Cristiana e negli ultimi mesi del PPI; già Responsabile nazionale dell'Ufficio “Affari Sociali e Famiglia” della DC. 
È stata a livello nazionale vicepresidente del Movimento per la Vita italiano (fino al '94) e Presidente del Centro Internazionale del Movimento politico per l'unità (emanazione del Movimento dei Focolari) (fino a luglio 2008); collabora alla rivista “Città Nuova”. E' stat presidente ferderale dell Federazione Italiana Sport Orientamento dal 1988 al 1992. È stata corresponsabile del Movimento Umanità Nuova, movimento di formazione e impegno nel sociale del Movimento dei Focolari, dal 2008 al 2011. Rientrata definitivamente a Trento con la famiglia, si occupa di formazione politica per i giovani. Successivamente presiede l'assemblea provinciale del PD del Trentino.
È sposata e madre di sei figli.